# UFC Fight Night: Silva vs. Irvin
UFC Fight Night: Silva vs. Irvin（ユーエフシー・ファイトナイト：シウバ・バーサス・アーヴィン、別名UFC Fight Night 14）は、アメリカ合衆国の総合格闘技団体「UFC」の大会の一つ。2008年7月19日、ネバダ州ラスベガスのザ・パールで開催された。
メインイベントでは現役のUFC世界ミドル級王者アンデウソン・シウバがライトヘビー級のデビュー戦としてジェームス・アーヴィンと対戦した。

## 大会概要
メインイベントのライトヘビー級戦では同級デビューとなったアンデウソン・シウバがジェームス・アーヴィンをKOで破った。
The Ultimate Fighter: Team Rampage vs. Team Forrestを失格となったジェシー・テイラーがUFCデビューを果たすが、CB・ダラウェイに一本負け。
キャリア10戦全勝のジョニー・リーズ、8戦全勝のネイト・ローラン、5戦全勝のデイル・ハートがUFCデビュー。

## 試合結果

### プレリミナリィカード
第1試合 ライト級 5分3R
○  シャノン・グジャーティ vs.  デイル・ハート ×
1R 3:33 チョークスリーパー
第2試合 ウェルター級 5分3R
○  ブラッド・ブラックバーン vs.  ジェームス・ギブー ×
2R 2:29 TKO（レフェリーストップ：跳び膝蹴り→パウンド）
第3試合 ミドル級 5分3R
○  ネイト・ローラン vs.  ジョニー・リーズ ×
1R 4:21 三角絞め
第4試合 ウェルター級 5分3R
○  ローリー・マーカム vs.  ブロディ・ファーバー ×
1R 1:37 KO（右ハイキック）
第5試合 ミドル級 5分3R
○  ティム・クレデュー vs.  ケイル・ヤーブロー ×
1R 1:54 TKO（レフェリーストップ：パウンド）

### メインカード
第6試合 ミドル級 5分3R
○  CB・ダラウェイ vs.  ジェシー・テイラー ×
1R 3:58 ペルヴィアン・ネクタイ
第7試合 ウェルター級 5分3R
○  ケヴィン・バーンズ vs.  アンソニー・ジョンソン ×
3R 3:35 TKO（レフェリーストップ：右目の負傷）
第8試合 ヘビー級 5分3R
○  ケイン・ヴェラスケス vs.  ジェイク・オブライエン ×
1R 2:02 TKO（レフェリーストップ：パウンド）
第9試合 ライト級 5分3R
○  フランク・エドガー vs.  エルメス・フランカ ×
3R終了 判定3-0（30-27、30-27、30-27）
第10試合 ライトヘビー級 5分3R
○  ブランドン・ヴェラ vs.  リース・アンディ ×
3R終了 判定3-0（30-27、29-28、29-28）
第11試合 ライトヘビー級 5分3R
○  アンデウソン・シウバ vs.  ジェームス・アーヴィン ×
1R 1:01 KO（右ストレート→パウンド）

### 各賞
ファイト・オブ・ザ・ナイト： フランク・エドガー vs. エルメス・フランカ
ノックアウト・オブ・ザ・ナイト： ローリー・マーカム
サブミッション・オブ・ザ・ナイト： CB・ダラウェイ
各選手にはボーナスとして25,000ドルが支給された。